# Haag am Hausruck
Haag am Hausruck là một đô thị ở huyện Grieskirchen bang Oberösterreich, nước Áo. Đô thị này có diện tích 17,01 km², dân số thời điểm ngày 31 tháng 12 năm 2005 là 2125 người.
Các khu vực dân cư gồm: Aubach, Bachleiten, Bahnhofstraße, Brunnberg, Buchegg, Ditting, Dorf, Eidenedt, Fürt, Geierau, Gotthamming, Hatscheksiedlung, Hinteregg, Hochfeld, Hundassing, Kalchgrub, Karl-Schwaha-Straße, Kirchengasse, Kreuzerfeld, Lambacherstraße, Letten, Lugendorf, Luisenhöhe, Manichgattern, Marktplatz, Niedernhaag, Obermeggenbach, Oberntor, Pramwald, Raiffeisenstraße, Rampersdorf, Reischau, Rottenbacherstraße, Sonnfeld, Sportplatzstraße, Starhemberg, Steinpoint, Turnergasse.